# Liberalismo de Mánchester

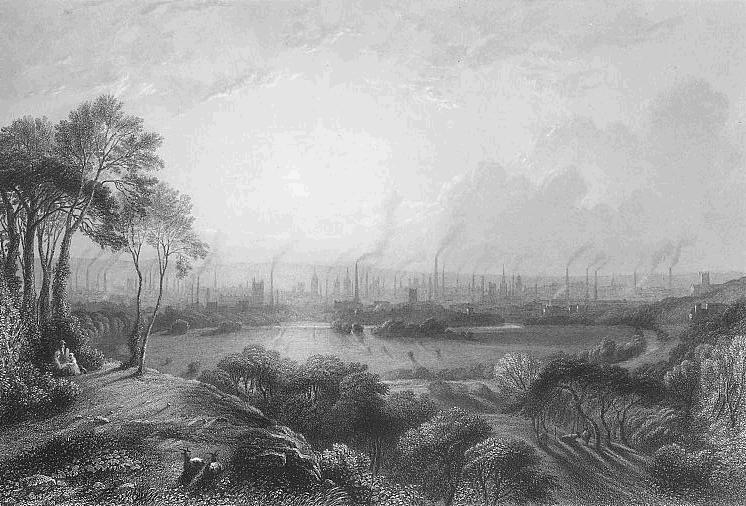
Mánchester en el.

El liberalismo de Mánchester (también llamado escuela de Mánchester, manchesterismo o capitalismo manchesteriano) fue un movimiento social y político librecambista y antiimperialista con origen en la ciudad británica de Mánchester. Ligada a la Cámara de Comercio de Mánchester sobre todo durante el período 1825-1845, y encabezada por Richard Cobden y John Bright. 
Inspirada en la situación económica de la industrializada ciudad de Mánchester, el movimiento toma ideas de la doctrina económica liberal que promueve un libre cambio sin condiciones y una libertad económica ilimitada. Planteó que el interés individual es el motor de cooperación social.
Agrupó a un conjunto de economistas, comerciantes e industriales locales partidarios del libre cambio radical y que rechazaban todo tipo de restricción al principio del laissez-faire y a la voluntariedad de la acción humana, tanto en el aspecto económico como social. Desencadenó una lucha contra las teorías mercantilistas argumentando que se debía dejar el mundo económico en manos de sus propias leyes naturales. 

## Fundamentos
El manchesterismo se fundó sobre los escritos de David Hume, Adam Smith y Jean-Baptiste Say. Los miembros de la escuela de Mánchester no eran teóricos. Los argumentos que esgrimieron en contra del imperialismo —y en general en favor del liberalismo— los obtuvieron todos de la economía clásica, en particular de Smith  y del utilitarismo de Jeremy Bentham. Sin embargo los free traders manchesterianos tenían aportaciones originales ya que eran más antimperialistas que los utilitaristas y más cosmopolitas que los economistas clásicos. 
Si bien defendieron los principios de la libertad individual contra toda interferencia gubernamental, no por ello dejaron de lado las consideraciones humanitarias, pues aceptaron las regulaciones británicas que se iban promulgando para limitar y controlar el trabajo infantil en las fábricas. De hecho, el movimiento no solo surgió en apoyo a los industriales sino también en relación con los obreros de las fábricas de la ciudad de Mánchester, empobrecidos por el mercantilismo económico y sus leyes, pues los productores y propietarios de tierras ingleses asignaban precios arbitrarios a sus productos al carecer de competencia y además obligaban por medio del sistema legal a sus trabajadores a comprar sólo en sus almacenes.

## Origen
La Escuela de Mánchester surge de la mano de la Liga de Mánchester, en octubre de 1838, convocada por siete relevantes personalidades de la industria, el comercio, las armas e intelectualidad británicas. Resolvieron, en una reunión mantenida en el recinto de la Cámara de Comercio de Mánchester, integrar un movimiento por la derogación de las barreras que impedían introducir libremente grano en Gran Bretaña. 
Richard Cobden y John Bright, empresarios cuáqueros, llegaron a la conclusión de que las ventajas inmediatas y fáciles pero no sostenibles, resultado del cercenamiento de la competencia, se habían convertido en el reemplazo de la seguridad a largo plazo y del derecho a disponer en el futuro de los propios bienes y en definitiva la libertad total.
La idea de formar la Liga, según el testimonio de unos de sus oradores, Sr. Brotherton, surgió en las reuniones que realizaban los humildes tejedores de Mánchester, rebelados contra un sistema que les obligaba a vestirse y alimentarse exclusivamente de la mano de sus propios patrones, lo que veían como una grave restricción a su libertad de elección. Los ingleses sufrían las leyes mercantilistas del cereal, que aplicaban aranceles estrictos sobre la importación de grano. Al aumentar los precios de la comida, las leyes beneficiaban a los hacendados que apoyaban al gobierno a expensas de los consumidores, especialmente los pobres, ya que al reducir la competencia incrementaban los precios en favor de los propietarios, enriqueciéndolos más a medida que la población aumentaba.

## Liga contra la Ley de Cereales
La Anti-Corn Law League (Liga Contra la Ley del Cereal) fue una organización británica fundada en 1839 consagrada a combatir las leyes del cereal de Inglaterra, que son las regulaciones que controlan la importación y exportación de semillas en ese país.
Este rechazo a la participación del Estado en la dirección de la economía se organizó en esta institución, principal instrumento político del liberalismo manchesteriano, la cual se opuso abiertamente al proteccionismo agrario.

## Antimperialismo y antimilitarismo
El librecambismo manchesteriano estuvo fuertemente ligado al pacifismo internacional y se opuso al intervencionismo y la política colonialista del Imperio Británico. Los manchesterianos apoyaban la expansión del comercio mundial pero rechazaban los métodos victorianos, las campañas militares y la anexión de territorios; en cambio favorecían las relaciones consensuadas y pacíficas entre los pueblos. Su influencia abarca desde sectores liberales radicales hasta anarquistas y el movimiento pacifista.
Según Richard Cobden el comercio libre sería la base de unas relaciones internacionales pacíficas; dicho comercio debía basarse en el principio competitivo de que cada mercancía fuera suministrada a los mercados por el productor más eficiente. Cobden considera que el libre comercio era un principio al servicio de otro moralmente mayor: la promoción de la paz en la tierra y el bienestar entre los hombres.

## Nombre
En marzo de 1848 Benjamin Disraeli (un tory) fue el primero en usar el término «Escuela de Mánchester». De acuerdo al historiador Ralph Raico, y según indica el liberal alemán Julius Faucher en 1870, el término «Manchesterianismo» fue inventado por Ferdinand Lassalle, el fundador del socialismo alemán, a manera de término abusivo. Otros nombres usados para referirse a la escuela de Mánchester son «liberalismo manchesteriano» o «capitalismo manchesteriano».